# Вільям-Адольф Бугро
Вілья́м-Адо́льф Бугро́, Бугеро́ (фр. William-Adolphe Bouguereau, МФА: [wiljam.adɔlf buɡ(ə)ʁo]; 30 листопада 1825, Ла-Рошель — 19 серпня 1905, там само) — французький живописець, представник академізму. Картини підписував лише одним ім'ям: Вілья́м Бугро́ (фр. William Bouguereau).

## Біографія
Адольф Вільям Бугро народився в 1825 році в місті Ла-Рошель, на Атлантичному узбережжі Франції.
Навчаючись у паризькій Школі вишуканих мистецтв, А. В. Бугро в 1850 році завоював Римську художню премію. Його картини на міфологічні сюжети і жанрові роботи у реалістичному стилі зажили популярності у Франції XIX ст. На якийсь час Бугро навіть здобув славу найзнанішого майстра пензля у світі. Побутує думка, що у 1900 році славетні французькі художники Едґар Дега і Клод Моне начебто запевняли А. В. Бугро, що в 2000 році того називатимуть найславетнішим французьким художником XIX століття. І справді, до кінця XIX століття численні картини Бугро, попри високі ціни на них, жваво розкуповувалися, надто заможними покупцями з-за океану.
Але на початку XX ст. популярність А. В. Бугро різко пішла вниз — надходили нові часи, як в політиці, так і в мистецтві. А. В. Бугро не сприйняв імпресіонізму, і вже не встиг оцінити найпопулярніший стиль початку ХХ ст. — модернізм. 19 серпня 1905 року художник помер у рідному місті.

## Творчість і експонування картин Бугро
Адольф Вільям Бугро був дуже плодовитим живописцем — написав за життя 826 картин. Найвідоміші його твори: «Данте і Вергілій у пеклі» (1850), «Дівчина з плетивом» (1869), «Німфи і Сатир» (1873), «Купідон» (1875), «Народження Венери», «Пастушка» (1889) тощо.
Перша сучасна виставка А. В. Бугро була організована у 1974 році в Нью-Йоркському культурному центрі. З цього часу починається зростання інтересу до творчості митця. У 1984 році у Галереї Борґі (Borghi Gallery) відбулася комерційна виставка з 23 картин і 1 малюнку роботи Бугро, і в цьому ж році Монреальський художній музей влаштував більшу за розмахом експозицію творів художника. А 1997 року створено першу Інтернет-експозицію картин Бугро. Зараз роботи митця виставлені у більш як ста музеях по всьому світу.

## Відомі учні
- Анна Білінська
- Томас Кеннінґтон

## Галерея

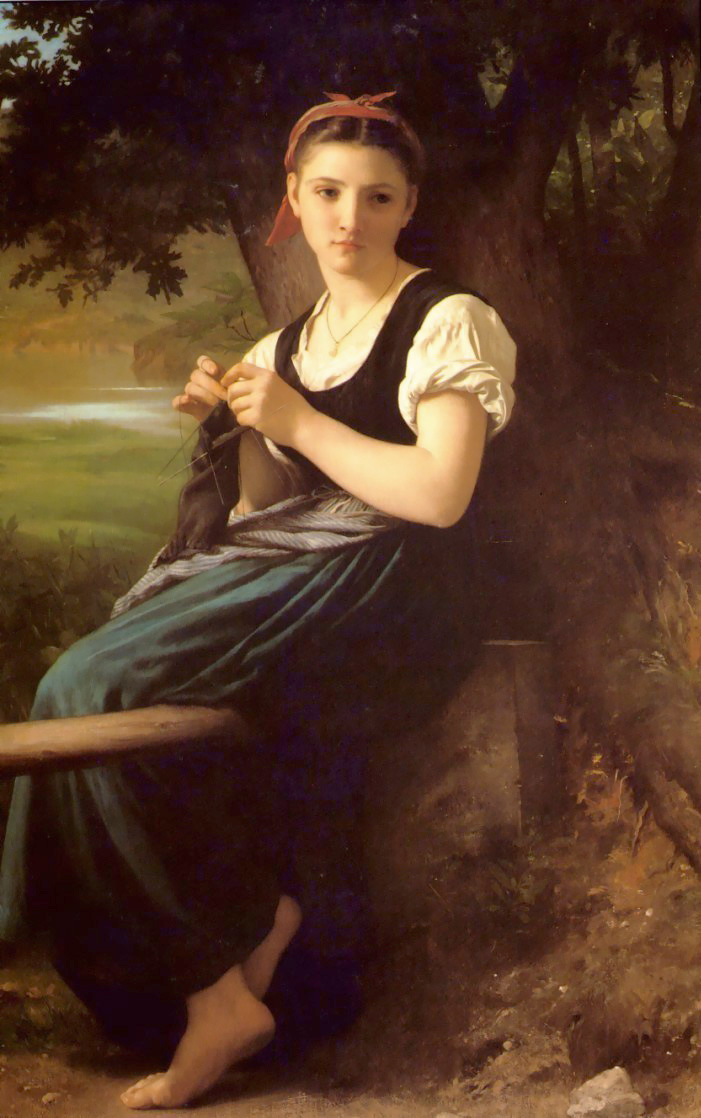
Дівчина з плетивом (1869)
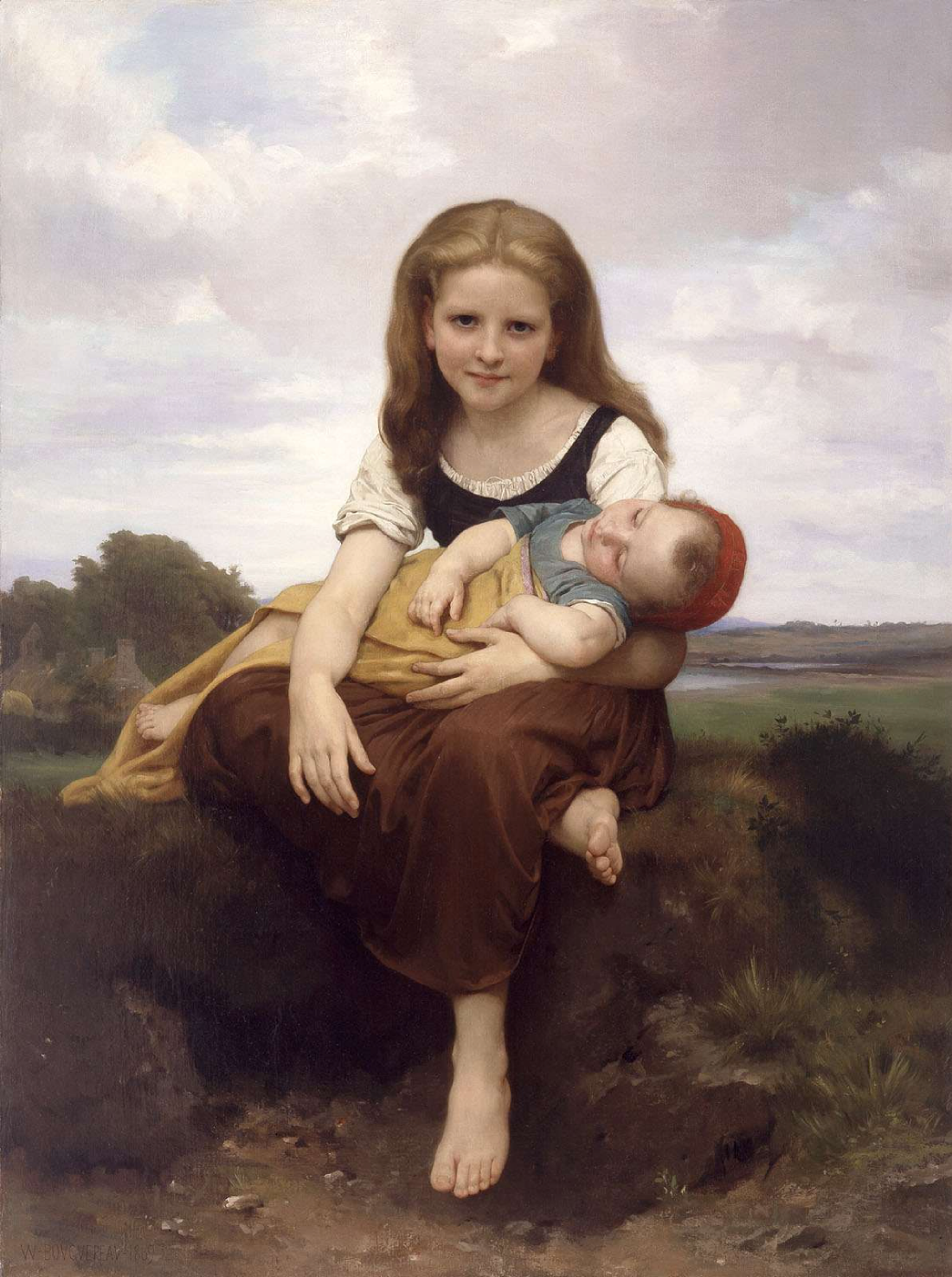
Старша сестра (1869)
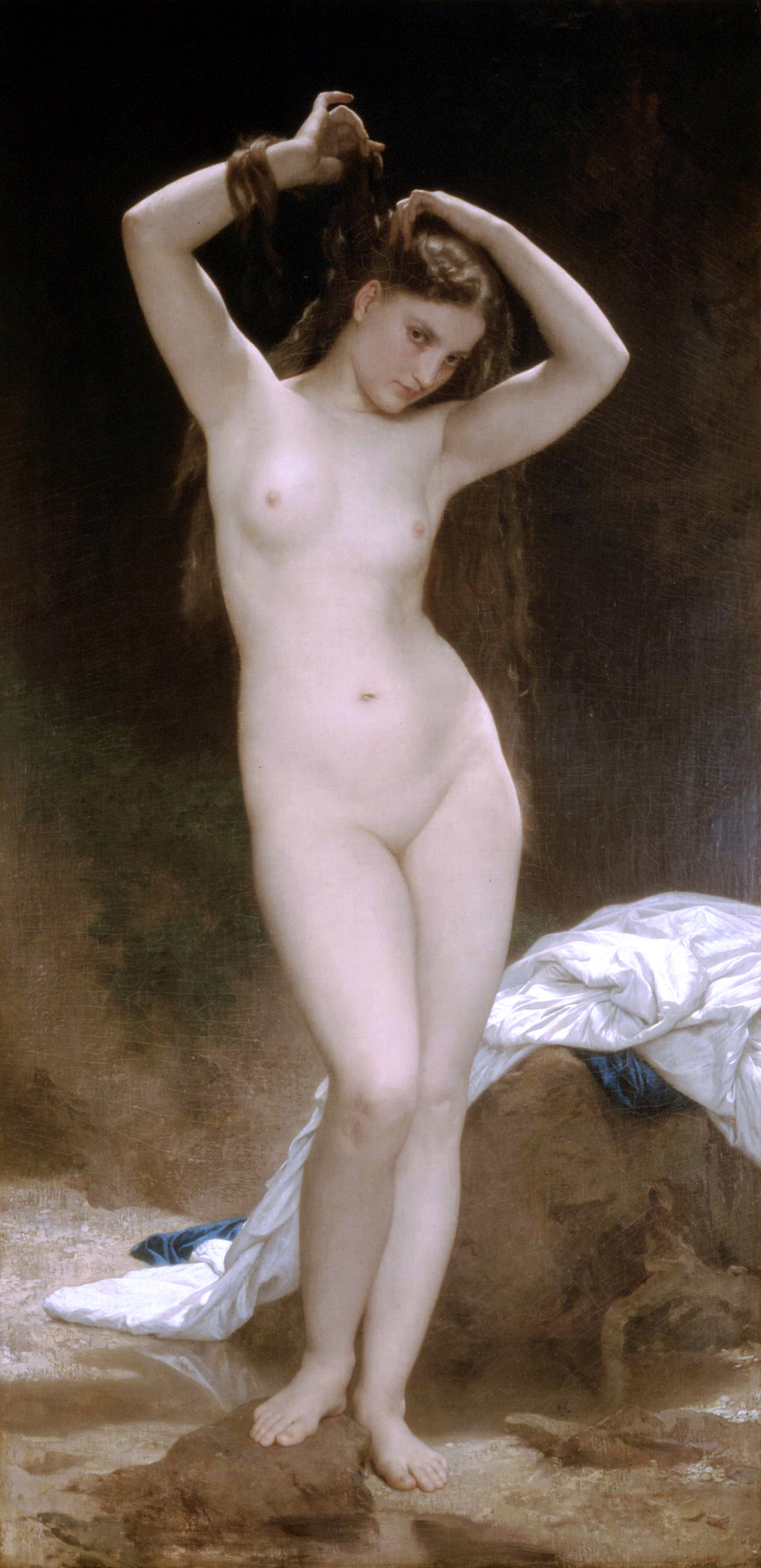
Купальниця (1870)
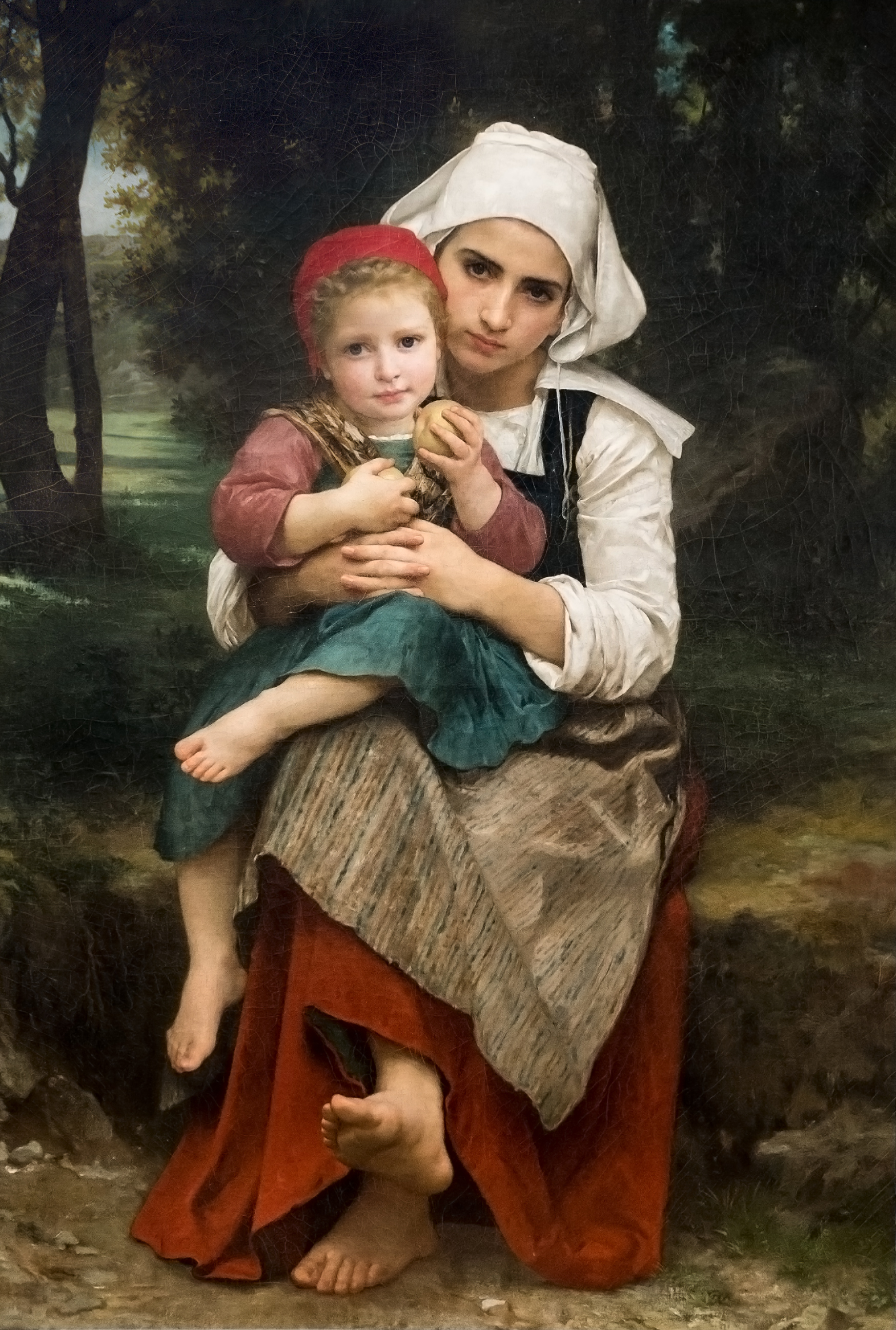
Брат і сестра — бретонці (1871)
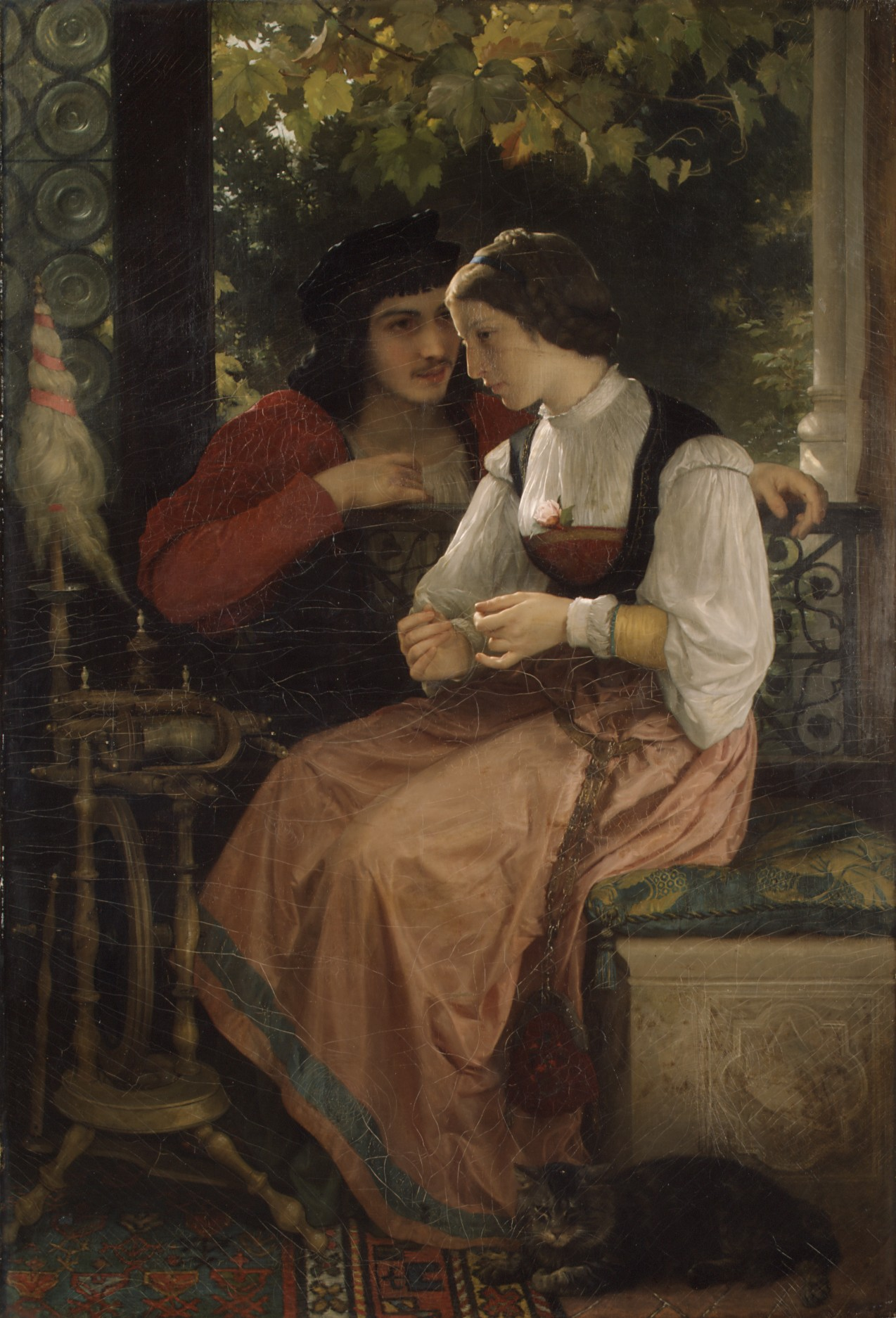
Пропозиція (1872)
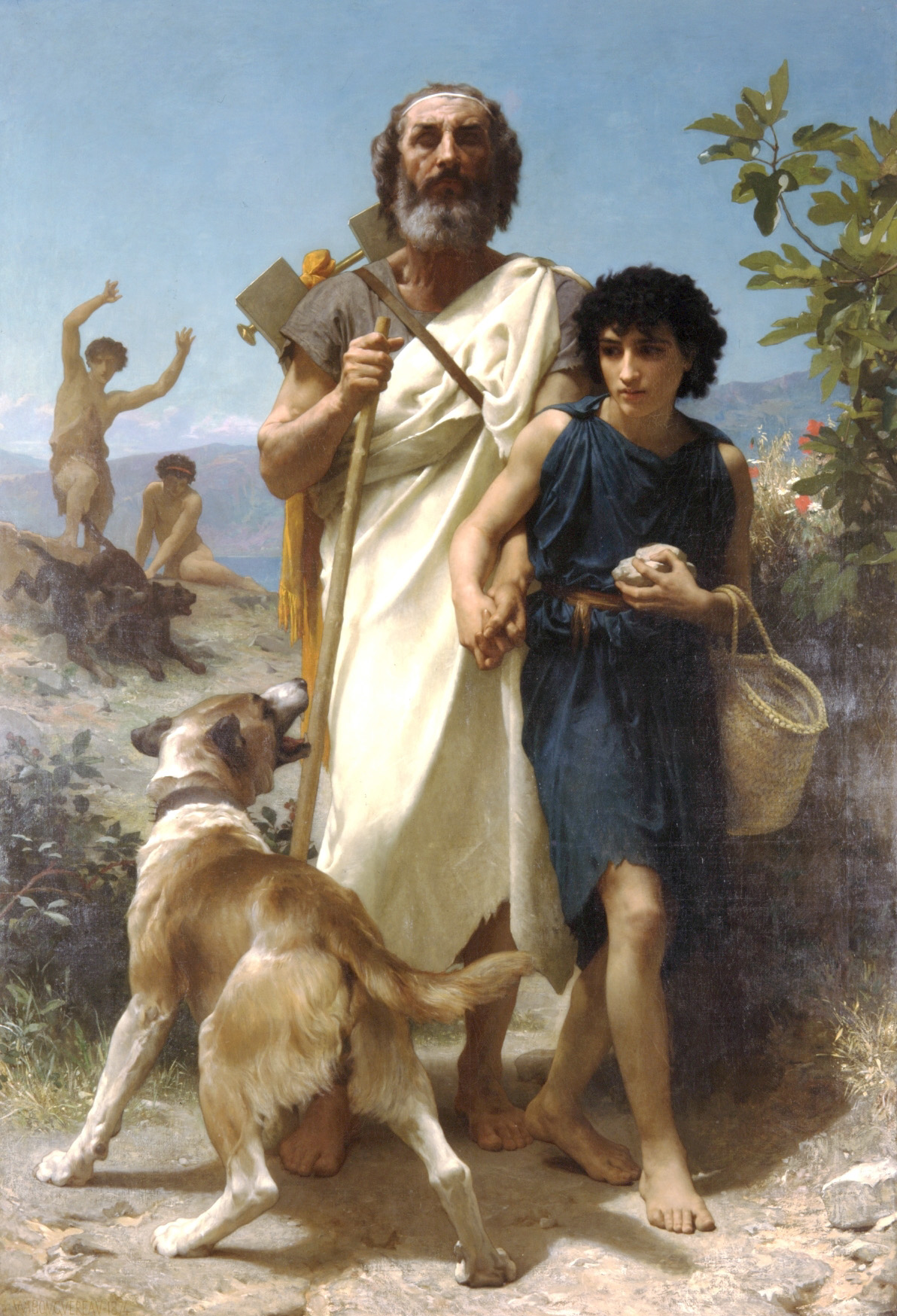
Гомер та його поводир (1874)
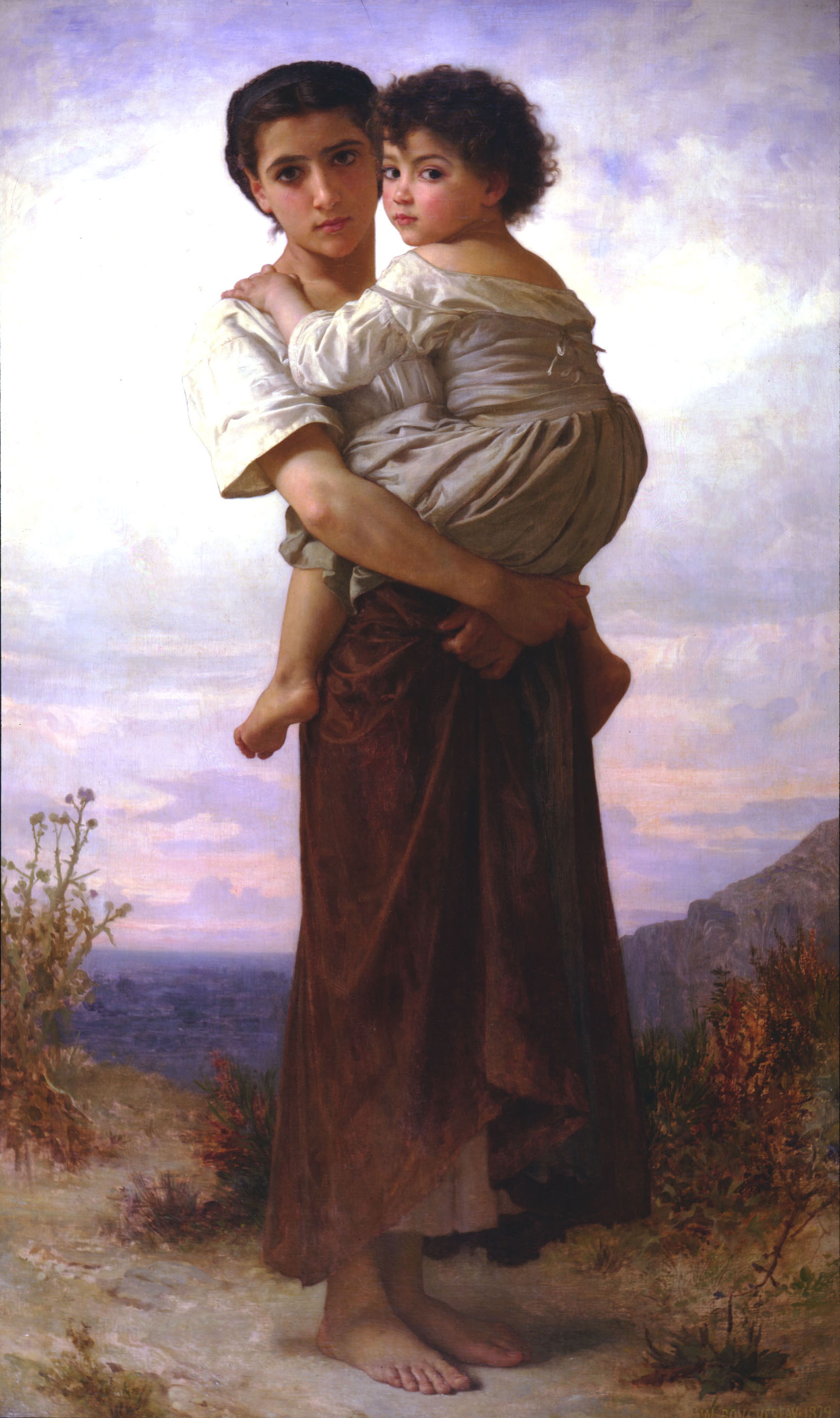
Молоді цигани (1879)
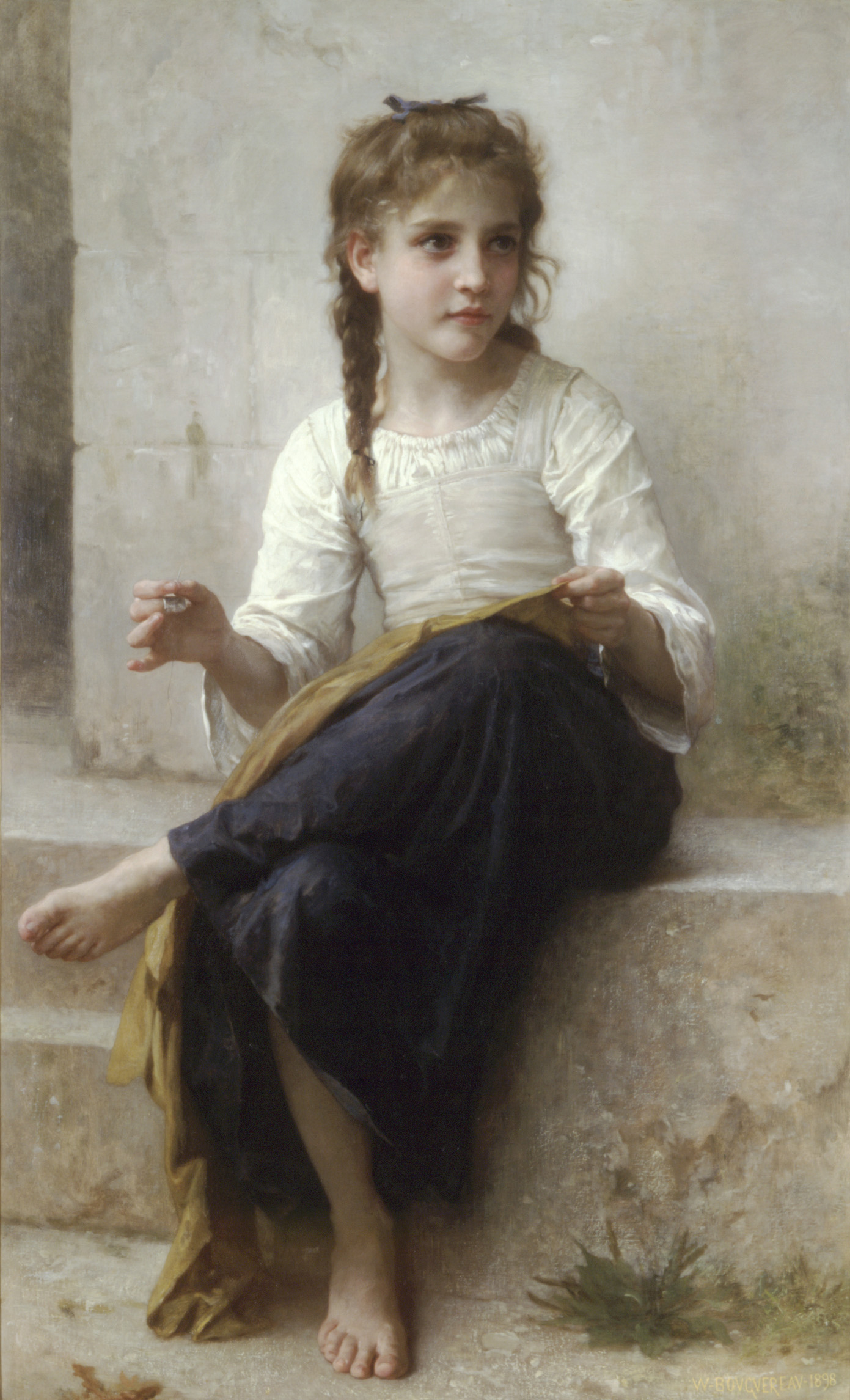
Шиття (1898)
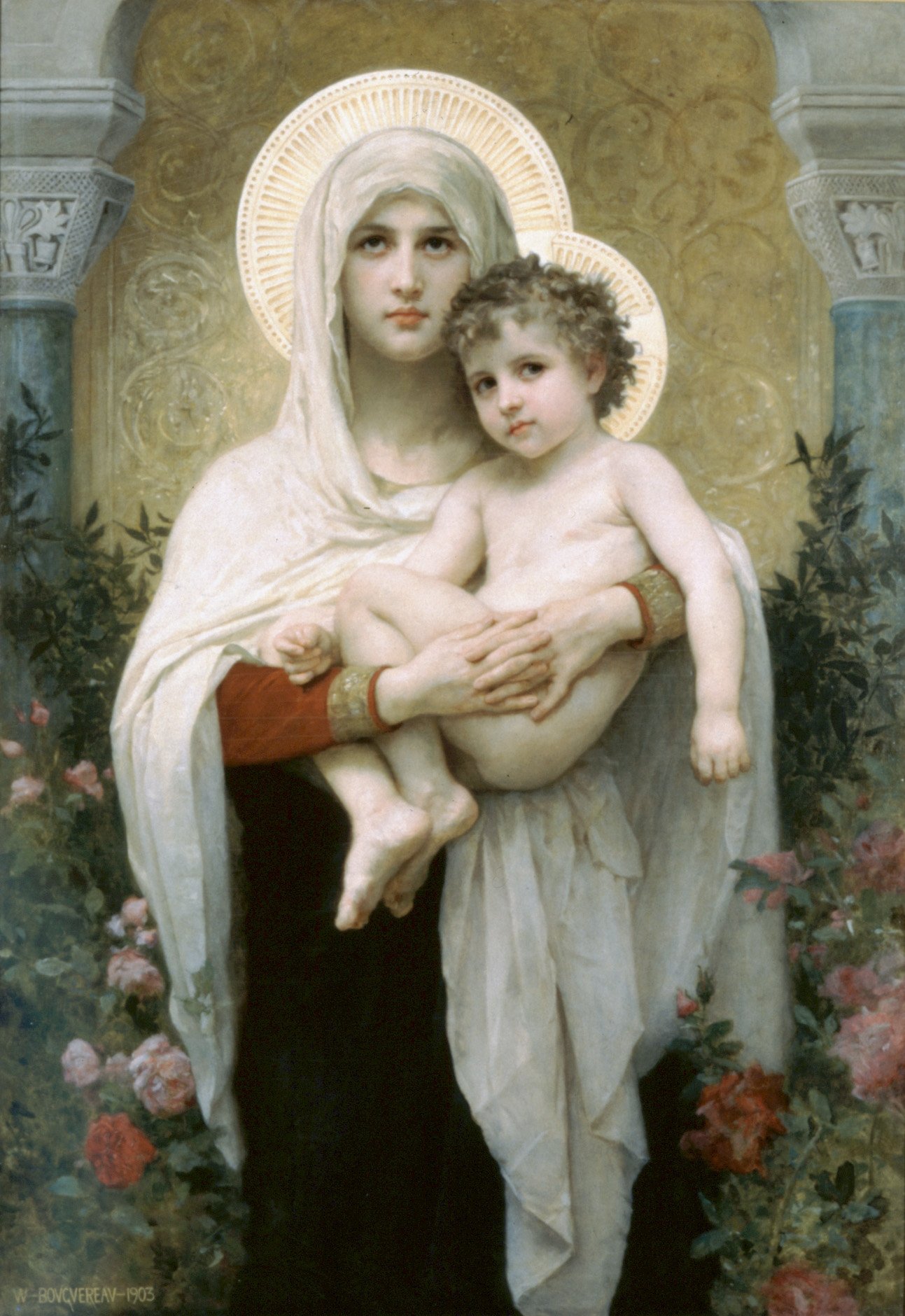
Діва Марія, уквітчана трояндами (1903)
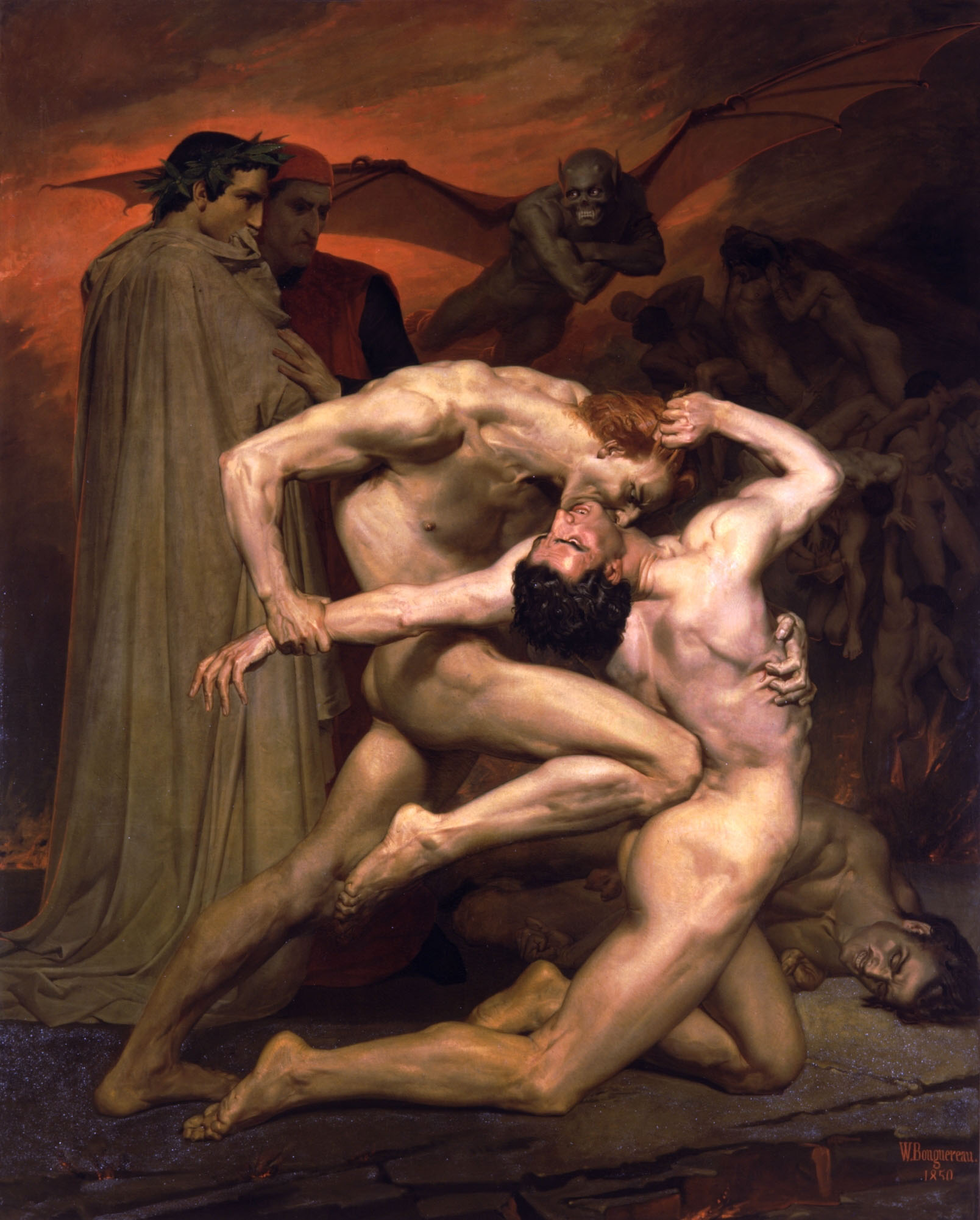
Данте і Вергілій у пеклі (1850)
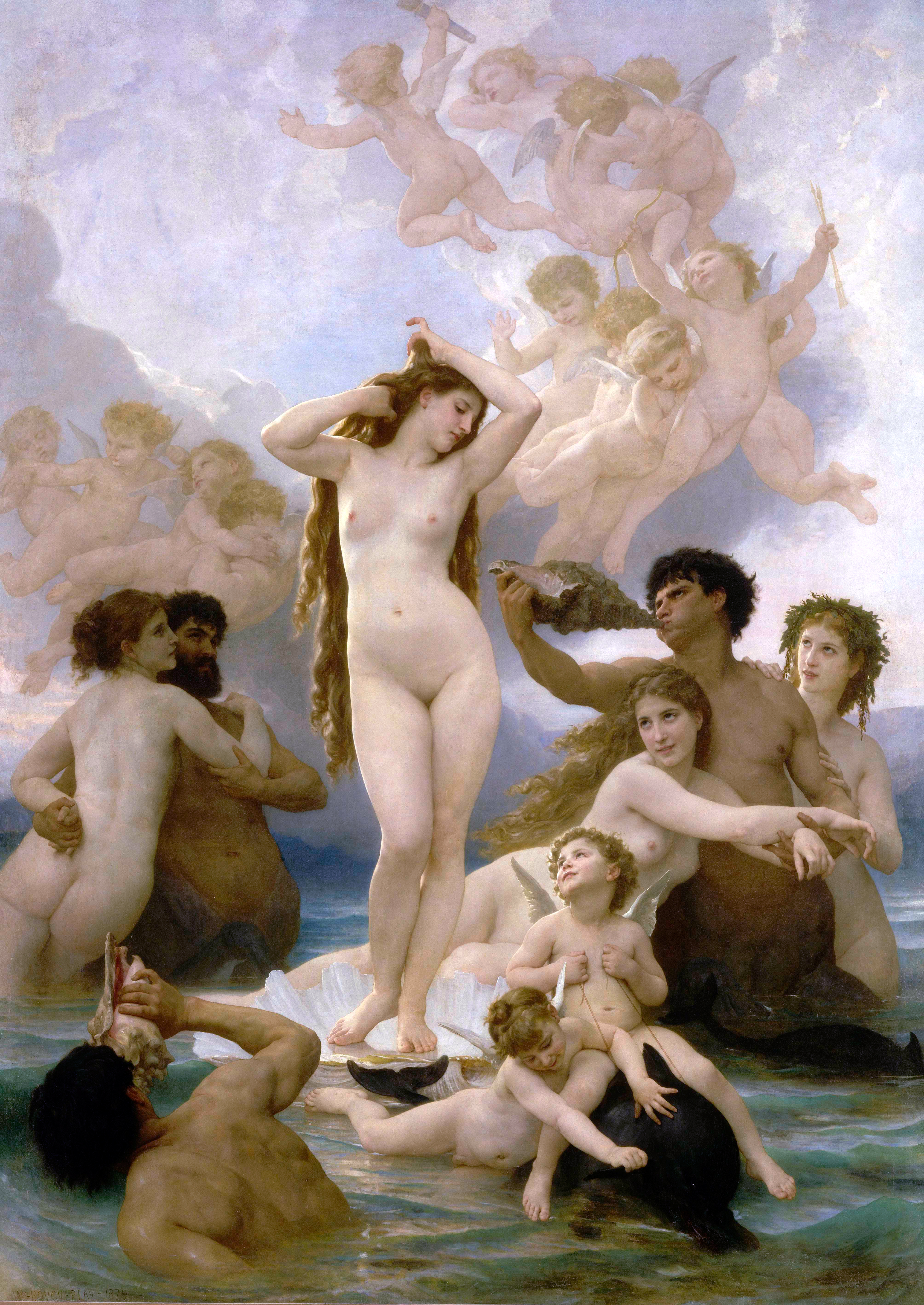
«Народження Венери» (1879)